# Orde van Sint-Joachim
De Orde van Sint-Joachim (Engels: "Equestrian, Secular and Chapterial Order of Saint Joachim") is een ridderorde die in 1755 werd opgericht om de religieuze verdraagzaamheid in Europa te bevorderen. De Orde heeft een maconnieke oorsprong. Admiraal Horatio Nelson aanvaardde het Grootkruis van de Orde in 1802.
Een Orde van Sint-Joachim (Engels: "Order of St. Joachim", Duits: "Sankt-Joachims-Orden"), werd in 1755 door Z.S.H. Prins Christian Franz von Saksen-Coburg-Saalfeld en veertien anderen opgericht. In tegenstelling tot veel andere ridderlijke orden, is de Orde van Sint-Joachim niet opgericht middels een fons honorum. In 1802 verscheen een boek van Sir en:Levett Hanson, waarin de ontwikkeling van de Orde werd beschreven. Door admiraal Nelson werd, met toestemming van de Engelse koning, het Grootkruis aanvaard, dat hij droeg bij zijn laatste gevecht in Trafalgar.
De Orde leidde in de 19e eeuw een slapend bestaan. In de 20e eeuw werd de Orde van Sint-Joachim nieuw leven ingeblazen door Helmut von Bräundle-Falkensee (1950 - 2007), een Oostenrijks journalist, beeldend kunstenaar en oprichter van de de:Österreichische Albert Schweitzer-Gesellschaft (ÖASG). Deze was Grootmeester tot zijn overlijden op 14 oktober 2007. Daarna werd de Canadees Stephen Lautens tot Grootmeester gekozen. Lautens is een voormalig barrister. (een soort advocaat)
Er zijn afdelingen van de Orde in onder andere het Verenigd Koninkrijk, Canada en de Verenigde Staten.